# 封奕
封 奕（ほう えき、? - 365年）は、五胡十六国時代前燕の人物。字は子専。本貫は渤海郡蓨県。『晋書』・『資治通鑑』・『新唐書』では封弈とも記載される。前燕の君主4代に渡って仕え、文武問わず多大な功績を挙げた。彼の子孫は後に北魏から唐にかけて多数高官を輩出しており、渤海封氏として隆盛を誇った。

## 生涯

### 慕容廆の時代
封奕の祖父の封釈は西晋の東夷校尉として遼東一帯を管轄しており、封奕は幼い頃は祖父の庇護下にあった。
311年12月、封釈が病によりこの世を去った。当時、鮮卑系の部族である慕容部は西晋に服属しながらも遼東・遼西地方において勢力を伸ばしており、封釈は生前より彼らと修好を深めていたので、死ぬ間際にはまだ幼かった封奕を慕容部の大人（部族長）である慕容廆に託していた。慕容廆はその遺言に従って封奕を招き入れ、そして共に語らい合ったところ「まさしく奇士（才智が突出している人の事）である！」と感嘆した。こうして封奕は慕容廆に仕える事となり、小都督に抜擢された。
313年4月、幕僚として迎え入れられ、枢要（国家の重大機密）を任せられるようになった。さらに間もなく軍諮祭酒に昇進し、20年以上に渡ってこの地位にあり続け、慕容廆の起業を支えたという。

### 慕容皝の時代

#### 宇文部・段部を討つ
333年5月、慕容廆がこの世を去り、嫡男の慕容皝が後を継いだ。11月、慕容仁（慕容皝の同母弟）が慕容皝に反旗を翻して平郭で自立すると、慕容皝は遼東が慕容仁側に寝返る事を恐れ、封奕を派遣して遼東の慰撫に当たらせた。だが、かつての大司農孫機らは慕容仁に呼応して遼東城ごと反旗を翻した為、道路が封鎖されてしまった。その為、封奕は入城する事が出来ず、城を脱出してきた慕容汗（慕容皝の異母弟）と共に止む無く帰還した。
同年、司馬（参謀役）に任じられ、軍諮祭酒についても引き続き兼務した。
334年1月、封奕は慕容皝に対抗していた鮮卑族の木堤討伐の為に白狼へ出撃し、これを撃ち破って木堤の首級を挙げた。
2月、段部の段蘭（段部の大人の段遼の弟）と慕容翰（慕容皝の庶兄。段部に亡命していた）が慕容皝の領内へ侵攻し、重要都市である柳城（現在の遼寧省朝陽市凌源市）を包囲した。その為、封奕は寧遠将軍慕容汗と共に救援に赴くよう慕容皝に命じられた。出陣前、慕容皝は慕容汗へ「賊軍の士気は高く、まともに争うのは得策ではない。万全を期し、軽々しく進むことのないように。必ず兵が集まり陣が整ってから攻めるようにせよ」と誡めていたが、慕容汗は勇猛であったものの性急な人物であり、この忠告を無視して千騎余りの前鋒軍のみで突撃してしまった。封奕はこの軽率な行動を頑なに諫めるも聞き入れられず、慕容汗は牛尾谷において段蘭軍と遭遇し、大敗を喫して半数以上の兵卒が戦死してしまった。ただ、封奕が軍を率いて救援に向かい、陣形を整えて奮戦したので、慕容汗は撤退する事が出来た。これにより、大いに信頼を得たという。
335年1月、慕容皝が左右司馬の役職を新たに設置すると、封奕は右司馬に任じられた。
同年、封奕は宇文別部（宇文部の傍系）の渉夜干を強襲してこれを撃破し、多くの資産を鹵獲してから帰還した。帰還の途上、渉夜干は騎兵を率いて封奕軍を追撃し、渾水において両軍は再び交戦したが、封奕が返り討ちにした。
336年6月、段蘭が再び数万の兵を率いて柳城へ侵攻を開始し、宇文部の大人の宇文逸豆帰もまた兵を挙げて段蘭に呼応したが、慕容皝自ら柳城に入って防衛に当たると、両軍とも軍を退却させた。封奕は軽騎兵を率いて宇文逸豆帰を追撃してこれを撃破すると、宇文逸豆帰が放棄した輜重を回収し、20日余りしてから帰還した。
慕容皝は再び段部・宇文部が襲来してくるのを予期し、封奕に備えるよう命じた、封奕はこれに従って騎兵数千を率いると、馬兜山の諸道に伏兵として配置し、敵の侵攻に備えた。7月、目論み通り段遼が数千の騎兵を率いて襲来すると、封奕は伏せていた兵を繰り出して段遼軍を挟撃し、大いに撃ち破って将軍栄保を討ち取った。
9月、封奕は宇文別部へ侵攻し、大勝を収めてから軍を帰還させた。
これまでの功績により、鎮軍左長史に昇進した。

#### 前燕の宰相
337年9月、封奕は他の群臣と共に協議し、慕容皝が担っている使命に比べ、与えられている爵位が軽すぎると考えた（慕容皝は名目上は東晋の臣下として遼東・遼西地方の回復を命じられていたが、その爵位は遼東公に過ぎず、慕容廆の時代にも燕王の位を望んだが、遠回しに拒絶されていた）。その為、封奕は他の群臣を従えて慕容皝の下へ赴くと、東晋朝廷の許可を待たずに燕王を称するよう勧めた。慕容皝はこれを聞き入れると、即位する前にまず官僚の整備を行い、封奕は国相に任じられ、あらゆる官僚の筆頭に立てられた。また、併せて武平侯にも封じられた。10月、慕容皝は燕王に即位し、境内に恩赦を下した。これが正式な前燕の建国とされる。
338年5月、後趙君主の石虎は数十万の兵を派遣して前燕侵攻を開始した。これにより郡県の諸部族は多数が後趙へ寝返り、その数は36城に及んだ。後趙軍が本拠地の棘城へ逼迫すると、慕容皝はこれを憂えて封奕へ計略を問うた。封奕は「石虎の凶暴残虐は甚だしく、民・神共に苦しんでおります。禍敗は必至であり、それが今日なのです！今、奴らは国を空にして遠くから来寇しておりますから、攻守の勢いは異なっております。たとえその兵馬が精強といえども、煩いを為すには足りますまい。兵を留めたまま月日を重ねれば、必ずや隙を生むことでしょう。ただ堅守してその時を待つのみです」と説いた。これにより慕容皝は大いに安堵して勇気づけられ、ある者が慕容皝に降伏を勧めた時には「我は天下を取るというのに、どうして人に降るというのか！」と叱責した。その後、後趙軍は棘城を包囲して四方から蟻のように群がったが、慕輿根らが10日余りに渡って昼夜防戦した事により撃退に成功した。

### 慕容儁の時代

#### 中原進出を説く
348年11月、慕容皝がこの世を去り、嫡男である慕容儁が即位した。封奕は五材将軍に任じられた。
349年4月、後趙では皇帝石虎の死をきっかけに、皇族同士の後継争いで内乱が勃発し、国内は大混乱に陥った。5月、前燕の群臣はみな後趙の混乱を中原奪取の絶好の機会であると上書し、慕容儁へ出兵を請うたが、慕容儁はなかなか決心がつかなかった。その為、封奕を呼び寄せて出兵の是非について問うと、封奕は「用兵の道において、敵が強ければ智を用い、敵が弱ければ勢を用います。これにより、大をもって小を呑むのは狼が豚を食べるが如しであり、治をもって乱を終わらせるのは太陽が雪を融かすが如く容易な事であります。大王（前燕の君主）は代々徳を積んで仁を累ね、兵士を訓練して強化してこられました。石虎は暴逆を極め、死しても誰からも悲しまれず、子孫は国を争い、上も下も乖乱しております。中国の民は泥にまみれ火に焼かれるような苦しみを味わっており、首を長くして苦境からの脱却を待ち望んでおります。大王がもし兵を挙げて南へ進み、まず薊城を取り、次いで鄴都を方針に定めれば、その威徳は宣耀され、遺民は懐撫される事でしょう。そうすれば、人々は必ずや老若を問わずに大王を迎え入れ。凶党はその旗を見ただけで潰散します。どうして破れない事がありましょうか！」と説き、中原奪取を強く勧めた。慕容儁は皆の意見が一つであるのを見て大いに笑い、遂に出征を決断すると、翌年2月より三軍を率いて進出を開始した。

#### 勃海を得る
351年4月、勃海の民である逄約は後趙の混乱に乗じ、数千家の民衆を擁して冉魏に帰順すると、冉閔により勃海郡太守に任じられた。封奕は慕容儁により逄約討伐を命じられると、兵を率いて勃海へ侵攻して逄約の守る砦に逼迫した。ここで、逄約の下へ使者を派遣して「郷里における交流も断たれてしまって久しく、こうして出会って話をするのは甚だ難しくなってしまった（封奕もまた勃海の出身であり、逄約とは面識があった）。時事の利害については、それぞれ考えが異なるので論じる所ではないが、願わくば二人きりで1度会えないだろうか。佇結の情（積年の思い）を語り合おうではないか」と告げさせると、逄約はかねてより封奕を重んじていたので、すぐに申し出に応じて門外で封奕と会見した。ただ、お互いに騎兵を従えていたので、騎上において互いに挨拶を交わし、他愛もない話をした。ひとしきり語らい合った後、封奕は「君と私の家は代々同郷であり、その情を互いに大切にしてきた。君には後々まで無窮（永遠）の幸福を授かってほしいと切に願っている。今、こうして様子を窺う機会を得たので、包み隠さず語ろう。冉閔は石氏の乱に乗じ、尽くを自らのものとしたが、ただ天下をその武力で服させているだけだ。禍乱はまだ始まったばかりであり、天命というものは力で争う事は出来ないものだ。対して燕王は徳政を布き、義を奉じて乱を討ち、征伐する所に敵は無い。今、既に薊を都とし、南では趙・魏の地に臨み、遠近を問わず子を背負ってまで帰順して来る者が大勢いる。民は（冉閔の）害毒に嫌気がさしており、徳治を望んでいる。冉閔の滅びはもう目前であり、その成敗ははっきりと見えているだろう。また、燕王は王業を開く為、腰を低くして賢人を厚遇している。君が態度を翻せば、功臣の一人として代々まで繁栄する事が出来るのだ。亡国の将として孤城を守り、必至の禍を待つ事と、どちらがよいであろうか！」と説いた。逄約はこれを聞くと、悵然として言い返す事が出来ず、黙り込んでしまった。この時、封奕が引き連れていた部下の一人に張安という人物がおり、彼はその勇力により名を馳せていた。封奕は会見を始める前に予め彼へ「逄約の士気が落ちるのを待ち、馬で突撃を掛けて捕らえて来るように」と命じていた。張安はこれに従って機を図って出撃し、逄約を取り押さえて連れ戻って来た。こうして逄約を捕らえて陣営へ帰還すると、封奕は座において逄約へ「君は自ら決める事が出来なかったので、我が決してやったのだ。君を捕らえて手柄にする事など考えてはいなかった。ただ考えたのは君を安全に確保して民を安心させる事だ」と語った。これにより、勃海郡は前燕の領土となった。

#### 冉閔を討つ
352年4月、輔国将軍慕容恪と共に、華北最大の勢力である冉閔討伐のために安喜へ進軍した。冉閔がその気勢を憚って常山へ後退すると、これを追って軍を転進させ、泒水の南岸にある廉台（現在の河北省石家荘市無極県の東）において両軍は対峙した。前燕軍は冉閔に大いに苦しめられたものの、敢えて敗れた振りをして敵軍を本陣に誘い込み、これを挟撃して大いに破った。これにより7千人余りを討ち取り、冉閔とその将兵を捕らえて慕容儁のいる薊へ送った。
8月、封奕は慕容恪・陽騖と共に、魯口に拠って安国王を自称していた王午討伐に向かった。王午は籠城を図ると共に、冉閔の子である冉操を前燕へ送還し、許しを請うた。これを受け、前燕軍は城外の食糧を略奪してから軍を撤退させた。

#### 太尉に昇進
10月、封奕は群臣と共に慕容儁の下へ赴いて帝位に即くよう勧めると、慕容儁はこれに同意した。11月、慕容儁が前燕の歴史で始めて百官の設置を行い、封奕は太尉に任じられ、中書監を兼務した。その後、慕容儁は日を選んで帝位に即いた。これにより、前燕は東晋との従属関係を解消して名実ともに独立国となった。
358年12月、当時前燕では頻繁に兵の徴発が行われており、官吏は各個人がそれぞれ使者を派遣しては徴発活動を行っていた。その為、郡県は大いに困苦する事となり、また道路は大いに混雑した。封奕はこれを憂えて慕容儁へ「これ以降、軍期が厳急でもないのに、むやみに遣使させてはなりません。また、そうでなくとも賦役や徴発は全て州郡の責任で行うべきであり、百官が督している外から来た者は、一切を帰還させるべきです」と諫めると、慕容儁はこれに従った。

### 慕容暐の時代
360年1月、慕容儁が崩御すると、嫡男の慕容暐が後を継いだ。
364年8月、かつての都である龍城には未だに宗廟社稷が残されており、百官とその家族にも留め置かれている者がいた。群臣は議論してこれらを新たな都である鄴に移らせるべきだと訴え、この任を執り行うのは耆徳（徳の高い老人）の大臣でなければならないと考えた。その為、封奕は侍中慕輿龍と共にその役目に抜擢され、龍城に派遣されると、宗廟社稷を迎え入れてから鄴へ向かった。到着すると、慕容暐は自ら群臣を束ねて出迎え、道路の傍らでこれに拝謁したという。
365年4月、この世を去った。匡公と追諡された。司空陽騖が後任の太尉となった。

## 人物
文武に非凡な才能を持っていたが、特に文章を巧みに書く才能に長けていたという。
前燕の建国より15年に渡って国相を務めたが、いつも政務の暇を見つけては後進の者を教導し、議論を尽くした。また、もし彼らが至らなかったとしても、決してそれを顔色に出さなかったという。
慕容儁が帝位に即いて以降は生涯に渡って太尉を務め続け、百官の筆頭として国家の方策を定めるなど多大な功績を挙げ、大いに重んじられたという。

## 家系

### 渤海封氏の起源
『新唐書』によると、渤海封氏の出自は炎帝神農氏を起源にもつ姜姓であり、その後裔にして黄帝の教育係となった鉅という人物がその始祖であるとされる。夏王朝の時代には彼の子孫は封父（現在の河南省新郷市封丘県封父亭）という地を所領とする諸侯となり、これにより後世の人より封という姓で呼称されるようになり、鉅もまた遡って封鉅と呼ばれるようになった。周王朝の時代に入ると文王により国は滅ぼされ、その子孫は斉国の大夫となった。また、この時代に封姓と封父姓に分裂したが、時代が下るにつれて単一化して封姓に統一された。やがて彼らは渤海郡蓨県に移り住むようになり、当地における名族となっていった。その後裔である封岌という人物は後漢に仕え、侍中・涼州刺史を歴任した。その子が封咺であり、その四世孫が封仁であり、封仁は三国時代の魏において侍中の地位にあった。さらにその孫が封奕の祖父でもある封釈であるという。

### 祖父
- 封釈 - 西晋に仕え、侍中の地位にあった。遼東において東夷校尉李臻が遼東郡太守龐本に殺害されるという事件が起こると、後任の東夷校尉に命じられた。着任した後、封釈もまた龐本により謀殺されそうになったが、子の封悛の勧めにより兵を伏せた上で龐本を招き入れ、逆に誅殺した。当時、遼東では鮮卑族の素喜連・木丸津が李臻殺害の報復を掲げて挙兵する騒ぎとなっており、龐本が死んだ後も乱は静まる気配を見せず、封釈は討伐軍を派遣するもこれを鎮圧する事が出来なかった。311年12月、当時西晋に服属していた慕容部の大人慕容廆は封釈に協力すると、長子の慕容翰に素喜連・木丸津の討伐を命じ、その勢力を散亡させた。これにより、封釈は慕容廆と修好を深めるようになり、死の間際には孫の封奕を慕容廆に託した。子は封𢚂・封悛・封抽の三人がいる。

### 父
- 封悛 - 西晋に仕え、冀州主簿の地位にあった。父の封釈の死後、喪に服す為に弟の封抽と共に慕容廆の領土を訪れた所、慕容廆はこれを見て「この家の者が相次いで下ってきているのは、千斤の犍（去勢された雄牛）の価値がある」と喜んだ。乱により道が断絶してしまって帰る事が出来なかった事と、既に封奕は慕容廆に仕えていた事もあり、封悛はそのまま弟と共に慕容廆の領土に留まって仕官し、参軍に抜擢された。後に振威将軍にも任じられている。子は封放・封奕の二人がいる。

### 叔父
- 封抽 - 封悛の弟。西晋に仕えて幽州参軍の地位にあったが、封悛と共に慕容廆に仕官してその長史となり、後に股肱・東夷校尉にも任じられた。338年に後趙軍が襲来すると、封抽は降伏して統治していた城を明け渡したが、後趙が敗れて軍を撤退させた為に逆に慕容皝より攻撃を受け、進退窮まって高句麗へ亡命した。子の封裕は前燕の中書監・記室監・記室参軍を歴任し、父の亡命後も前燕に仕え続けた。孫の封衡は前燕・前秦・後燕の3国に仕え、前秦では尚書郎に、後燕では右司馬・安東将軍・中山尹・吏部尚書を歴任している。

### 兄
- 封放[3] - 詳細な事跡は不明だが、父や弟とは異なり当初は前燕には仕官しなかった。351年4月、石虎の死をきっかけに後趙の支配体制が弱まると、郷里の勃海において衆人を糾合して自立した。前燕の昌黎郡太守高開が討伐軍を率いて勃海へ到来すると、その軍を迎え入れて降伏し、慕容儁により勃海郡太守に任じられた。慕容暐の時代には吏部尚書となった。子は封孚・封懿の二人がいる。

### 甥
- 封孚 - 封放の子。前秦・東晋・後燕・南燕と4国に渡って仕え、特に南燕君主慕容徳からは国家の全権を委ねられる程に重用されたが、慕容超の代になるとその暴政ぶりを批判したことで怒りを買い、解任された。
- 封懿 - 封放の子。後燕・北魏に仕えていずれも高官を歴任し、特に北魏においては候に封じられている。

### 子
- 封蘄 - 事績は不明。孫に封鑑がいる。
- 封勧 - 後燕に仕え、侍中・太常卿に任じられた。子に封愷がいる。

### 孫
- 封愷 - 封勧の子。北魏に仕えたが、司馬国璠の謀反に連座して誅殺された。子に封伯達がいる。

### 曾孫
- 封伯達 - 封愷の子。父が処刑されると、罪を免れるために逃走した。子に封休傑がおり、封休傑は後に北魏に復帰して河間郡太守・冀州咸陽王府諮議参軍となった。
- 封鑑 - 封蘄の孫。北魏に仕え、滄水郡太守の地位にあった。子は封琳・封回・封滑の三人がおり、封琳・封回はいずれも北魏の名臣としてその名を馳せた。封回の子孫は繁栄し、唐の代まで高官を輩出している。